# 狼人 (国防军总部)

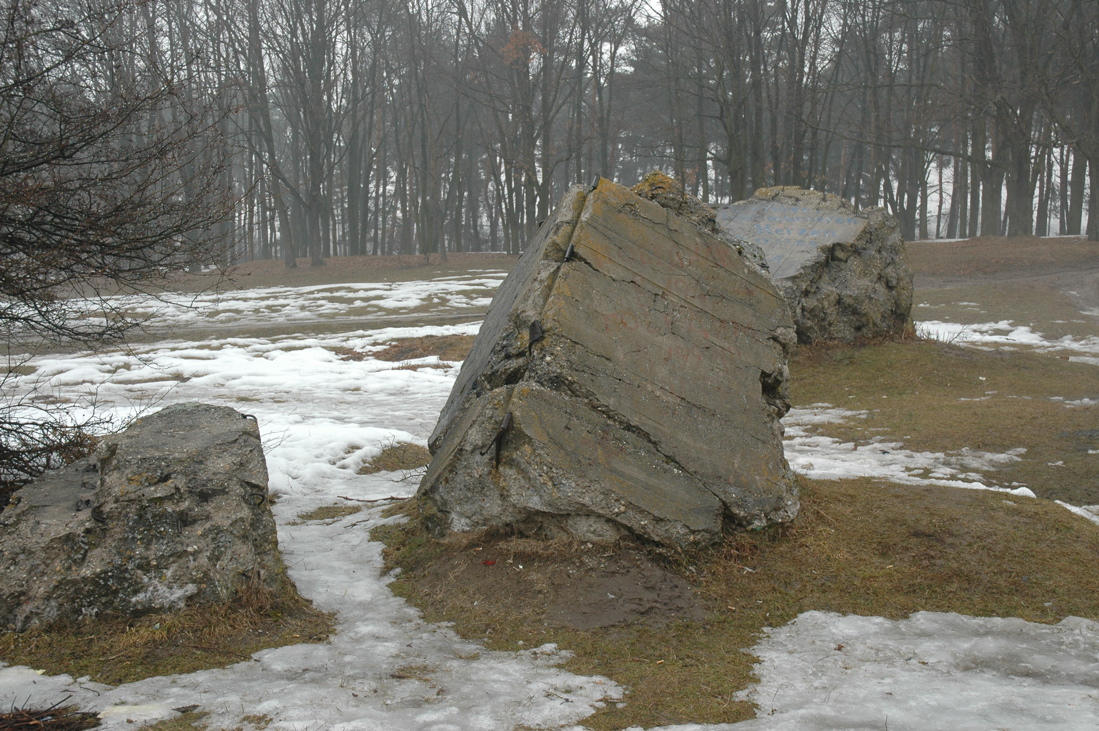
元首大本營狼人遺址

元首大本营狼人（Führerhauptquartier Werwolf）是阿道夫·希特勒在第二次世界大战期间位于东方战线的一座军事大本营的代号，该营地位于乌克兰文尼察以北约12公里处的一片松树林中，在1942-43年间使用。纳粹德国在全欧洲建有很多元首總部，狼人是其中由希特勒亲自待过的最偏东的一座。